# Miloslav Rozner
Miloslav Rozner (* 29. března 1977 České Budějovice) je český manažer a politik. Před vstupem do politiky byl manažerem hudební skupiny Argema. Roku 2015 se stal členem hnutí Svoboda a přímá demokracie (SPD), v němž do roku 2018 zastával post člena předsednictva hnutí. V letech 2017 až 2021 byl poslancem Poslanecké sněmovny PČR. V dubnu 2022 byl za své výroky zpochybňující existenci koncentračního tábora Lety odsouzen k půlročnímu podmíněnému trestu odnětí svobody za trestný čin popírání genocidy. Půlroční trest odnětí svobody podmíněně odložený na jeden rok je pravomocný.

## Život
Pracoval v pekárně a na benzínové pumpě. V 90. letech 20. století začal organizovat koncerty skupiny Argema. Během let 1996 až 2012 zorganizoval 887 kulturních akcí.
Miloslav Rozner je ženatý, má dva syny. Žije v Týně nad Vltavou na Českobudějovicku.

## Politické působení
Před volbami do Poslanecké sněmovny PČR v roce 2017 se stal lídrem kandidátky hnutí Svoboda a přímá demokracie v Jihočeském kraji. Působil v té době jako stranický expert na kulturu. Díky tomu se účastnil předvolební debaty o kultuře v České televizi, kde na sebe upozornil tím, že nezvládl odpovědět na některé otázky moderátora Jakuba Železného.
Ve volbách do Poslanecké sněmovny uspěl, přičemž ze všech zvolených poslanců a poslankyň získal nejméně preferenčních hlasů. Stal se mimo jiné členem volebního výboru a mandátového a imunitního výboru Sněmovny a v polovině prosince 2017 byl zvolen také předsedou sněmovní komise pro kontrolu činnosti Národního bezpečnostního úřadu.
Na sjezdu SPD v prosinci 2017 zpochybnil existenci koncentračního tábora v Letech, když při kritice vládního rozhodnutí o odkupu tamního vepřína hovořil o „likvidaci fungující firmy kvůli neexistujícímu pseudokoncentráku“, za což na něj poslanec a bývalý ministr zahraničí Karel Schwarzenberg podal trestní oznámení. Policie nejdřív oznámení odložila, státní zastupitelství jí ale vrátilo případ k opětovnému prověření. V prosinci 2018 policie požádala Sněmovnu o vydání Roznera k trestnímu stíhání pro podezření z popírání, zpochybňování, schvalování a ospravedlňování genocidy.
V květnu 2018 zpravodajský server iROZHLAS informoval, že se Rozner ve své českobudějovické poslanecké kanceláři dlouhodobě nevyskytuje.
V červenci 2018 odešel z postu člena předsednictva hnutí SPD, když se rozhodl na volební konferenci hnutí tuto pozici neobhajovat. Delegátům řekl, že z vysoké politiky nechce vybrousit, ale hodlá se plně věnovat vedení jihočeské organizace hnutí.
V krajských volbách v roce 2020 kandidoval na 4. místě kandidátní listiny SPD v Jihočeském kraji, ale nebyl zvolen.
Ve volbách do Poslanecké sněmovny PČR v roce 2021 kandidoval za hnutí SPD na 2. místě kandidátky v Jihočeském kraji, ale neuspěl (stal se však prvním náhradníkem).
V komunálních volbách v roce 2022 neúspěšně kandidoval již jako nestraník do zastupitelstva Týna nad Vltavou, a to z posledního 13. místa kandidátky hnutí SPD.